# ヌーア
ヌーア (Noor) は、アイルランドで生まれ、イギリスとアメリカ合衆国で調教を受けた競走馬。ナスルーラの初年度産駒で、サイテーションを4度に渡って破るなど活躍し、ナスルーラがアメリカに輸入されるきっかけを作った。20世紀のアメリカ名馬100選では第69位に選ばれている。

## 戦績

### イギリス時代
ヌーアはアーガー・ハーン3世の持ち馬として2-3歳時はイギリスで走った。2歳時にハンデ戦で2勝をあげると、3歳時はクラシックに挑戦。だが、ぶっつけで挑んだ2000ギニーは9着、続くエプソムダービーは3着に終わる。古馬に挑んだエクリプスステークスでは1番人気に支持されるが、ペティション、サヤラジオに僅かに及ばず3着。続くダイオメドステークスで重賞初制覇を飾り、秋は最後の一冠セントレジャーステークスに挑むが8着に終わる。この後61キログラムの斤量を克服してグレートフォールステークスを制するが、大舞台ではもう一歩の成績が続いたためかアメリカへの売却が決まる。イギリス時代の通算成績は13戦4勝であった。

### アメリカ時代
グレートフォールステークスから約一年、じっくりと調教を積んだヌーアは10月からレースに復帰し、6戦を重ねるが僅か一勝に終わる。しかし年が明けると一気に才能が開花し、5歳2月のサンアントニオハンデキャップでは三冠馬サイテーションに半馬身差まで迫る3着。そして西海岸の最強決定戦・サンタアニタハンデキャップ、サンフアンカピストラーノハンデキャップ、フォーティナイナーズハンデキャップ、ゴールデンゲートハンデキャップと、4戦連続でサイテーションを破る快挙を成し遂げる。しかも4戦全てレコードのおまけ付きで、ナスルーラの底力とスピードをアメリカの生産者の目に焼き付けた。秋はジョッキークラブゴールドカップでヒルプリンスに敗れるものの、ハリウッドゴールドカップではアソールト、ヒルプリンスの2頭のダービー馬をまたしてもレコードで破り、このレースを最後に引退した。

### 種牡馬成績
- Joe Prince （サンフェリペハンデキャップ）
- Noureddin （オリンピックハンデキャップ）

## 血統表
| ヌーアの血統                    | ヌーアの血統                     | ヌーアの血統             | （血統表の出典）         | （血統表の出典） |
| 父系                            | ナスルーラ系                     | ナスルーラ系             | ナスルーラ系             | [ § 2 ]          |
| 父 Nasrullah 1940 鹿毛          | 父の父Nearco 1935 黒鹿毛         | Pharos                   | Phararis                 | Phararis         |
| 父 Nasrullah 1940 鹿毛          | 父の父Nearco 1935 黒鹿毛         | Pharos                   | Scapa Flow               |                  |
| 父 Nasrullah 1940 鹿毛          | 父の父Nearco 1935 黒鹿毛         | Nogara                   | Havresac                 | Havresac         |
| 父 Nasrullah 1940 鹿毛          | 父の父Nearco 1935 黒鹿毛         | Nogara                   | Catnip                   |                  |
| 父 Nasrullah 1940 鹿毛          | 父の母Mumtaz Begum 1932 鹿毛     | Blenheim                 | Blandford                | Blandford        |
| 父 Nasrullah 1940 鹿毛          | 父の母Mumtaz Begum 1932 鹿毛     | Blenheim                 | Malva                    |                  |
| 父 Nasrullah 1940 鹿毛          | 父の母Mumtaz Begum 1932 鹿毛     | Mumtaz Mahal             | The Tetrarch             | The Tetrarch     |
| 父 Nasrullah 1940 鹿毛          | 父の母Mumtaz Begum 1932 鹿毛     | Mumtaz Mahal             | Lady Josephine           |                  |
| 母 Queen of Baghdad 1937 黒鹿毛 | 母の父Bahram 1932 鹿毛           | Blandford                | Swynford                 | Swynford         |
| 母 Queen of Baghdad 1937 黒鹿毛 | 母の父Bahram 1932 鹿毛           | Blandford                | Blanche                  |                  |
| 母 Queen of Baghdad 1937 黒鹿毛 | 母の父Bahram 1932 鹿毛           | Friar's Daughter         | Friar Marcus             | Friar Marcus     |
| 母 Queen of Baghdad 1937 黒鹿毛 | 母の父Bahram 1932 鹿毛           | Friar's Daughter         | Garron Lass              |                  |
| 母 Queen of Baghdad 1937 黒鹿毛 | 母の母Queen of Scots 1930 黒鹿毛 | Dark Legend              | Dark Ronald              | Dark Ronald      |
| 母 Queen of Baghdad 1937 黒鹿毛 | 母の母Queen of Scots 1930 黒鹿毛 | Dark Legend              | Golden Legend            |                  |
| 母 Queen of Baghdad 1937 黒鹿毛 | 母の母Queen of Scots 1930 黒鹿毛 | Grand Princess           | Grand Parade             | Grand Parade     |
| 母 Queen of Baghdad 1937 黒鹿毛 | 母の母Queen of Scots 1930 黒鹿毛 | Grand Princess           | Queen Empress            |                  |
| 母系(F-No.)                     | 16号族(FN:16-h)                  | 16号族(FN:16-h)          | 16号族(FN:16-h)          | [ § 3 ]          |
| 5代内の近親交配                 | Blandford M3×S4 = 18.75%         | Blandford M3×S4 = 18.75% | Blandford M3×S4 = 18.75% | [ § 4 ]          |
| 出典                            | 1. 2. 3. 4.                      | 1. 2. 3. 4.              | 1. 2. 3. 4.              | 1. 2. 3. 4.      |